# Forgács Ernő
Forgács Ernő (Budapest, 1930. május 16. – 2019. június 4. vagy előtte) magyar labdarúgó, hátvéd.

## Pályafutása
A Budapesti Bástya, a Veszprémi Bástya, a Kőbányai Dózsa és a Budapesti Spartacus labdarúgója volt. 1957–58-ban a Ferencváros játékosa volt. Tagja volt az 1957–58-as idényben bajnoki bronzérmes csapatnak. A Fradiban 21 mérkőzésen szerepelt (hat bajnoki, 13 nemzetközi, két hazai díjmérkőzés)
1967-től a Bp. Spartacusban a labdarúgó, 1970-től a birkozó szakosztály vezetője lett. Az 1970-es években a Ferencváros utánpótlás edzője volt.

## Sikerei, díjai
- Magyar bajnokság
  - 3.: 1957–58